# Hippolyte Auger
Pour les articles homonymes, voir Auger.
Hippolyte Nicolas Juste Augé, dit Hippolyte Auger, né le 25 mai 1796 à Auxerre et mort le 5 janvier 1881 à Menton, est un écrivain et dramaturge français.
Auger est encore connu pour sa Physiologie du théâtre, ouvrage paru en 1839 et 1840. Il était aussi traducteur du russe et rédacteur du Journal de Saint-Pétersbourg.

## Biographie
En 1810, à l’âge de quatorze ans, Hippolyte Auger quitte sa Bourgogne natale, avec l’accord de ses parents, pour travailler à Paris. Il est recruté dans un magasin de tissus situé près du Palais-Royal, et qui porte le nom de Mamelouk. Le charme enjoué de cet adolescent opère surtout auprès des hommes. Il fait ainsi des connaissances qui seront déterminantes dans le cours de son existence, par exemple celle d’un compatriote, le bibliophile Alexandre Martineau de Soleinne, dont la collection théâtrale a été décrite en 5 volumes par Paul Lacroix. Sa séduction auprès de soldats russes présents à Paris à la suite de l’abdication de Napoléon en 1814, et notamment son amitié avec l’officier Nikolaï Mikhaïlovitch Evréïnov (1787-1841) lui valent d’être recruté par l’armée du Tsar Alexandre Ier à l’âge de dix-huit ans.
À Saint-Pétersbourg, il se lie avec l’aristocrate Philippe Philippovitch de Wiegel qui lui apportera son soutien durant presque toute sa vie et qui lui permet de faire connaissance de la famille impériale et des membres de la haute noblesse russe. Sa liaison avec Mikhaïl Lounine, lequel veut prendre ses distances avec son père, explique son retour à Paris, en compagnie de cet ami. Mikhaïl Lounine, après plus d’une année passée en France, retourne en Russie pour hériter de la fortune de son père et jouer un rôle politique : Hippolyte Auger, resté à Paris, se trouve dans l’obligation de gagner sa vie. Il écrit des pièces de théâtre, puis entre au service d’un riche diplomate écossais, William Drummond (1770-1828), en poste en Italie.
De retour en France, il se lie avec des saint-simoniens dont Hippolyte Carnot et Philippe Joseph Benjamin Buchez et prend une part active à leurs conférences. C’est par la production éditoriale de ce groupe qu’il est amené à rencontrer Honoré de Balzac, alors imprimeur. Il remporte de nombreux succès au théâtre, jusqu’à ce que ses conceptions éducatives de l’écriture théâtrale heurte la puissante Société des auteurs, qui souhaite que les pièces ne soient que divertissantes. Hippolyte Auger choisit de retourner en Russie, autour d’un projet d’écriture : la réfutation, soutenue par le tsar, du célèbre ouvrage d’Astolphe de Custine, La Russie en 1839. Ce prétexte est finalement abandonné, mais Auger séjournera encore quelque temps à Saint-Pétersbourg.
Il passe les dernières années de sa vie tantôt à Paris, tantôt sur la Côte d’Azur. À Toulon, il se lie avec un juge de paix érudit et bibliophile, Alexandre Mouttet (1814-1901), qu’il charge de faire paraître ses Mémoires. Publiés de manière posthume, en 1891, et numérisés par la BNF, ces mémoires laissent percer discrètement, en demi-teintes, l'homosexualité de l'auteur, confirmée par la présence de son nom dans le registre des pédérastes de la Préfecture de police de Paris. C'est notamment le cas lorsqu’il décrit très finement le couple homosexuel notoire Joseph Fiévée-Théodore Leclercq, auquel il rendit visite en compagnie du comédien Armand (1773-1852), dont le nom figure également dans le registre des pédérastes de la Préfecture de police de Paris.

## Œuvres
- Traduction de Karamzine, Marpha, ou Novgorod conquise (1818) (éditions Corvey)
- Boris, nouvelle (1819)
- Ivan VI ou la forteresse de Schlusselbourg (1819)
- Rienzi (1820)
- Gabriel Vénance, histoire écrite par lui-même (1818)
- Le Prince de Machiavel, ou la Romagne de 1502 (1834)
- Moralités (1834)
- La Femme du monde et la Femme artiste (1837)
- Tout pour de l'or (1839)
- Advotia, roman russe (1846)
- Un roman sans titre (1846)
- Marcel, ou l'intérieur d'un ménage, pièce de théâtre dont la première eut lieu le 7 février 1838 au théâtre de la Gaîté
- Mademoiselle Bernard, ou l'autorité paternelle, comédie vaudeville (1838)
- La Folle, drame en trois actes, dont la première eut lieu le 26 janvier 1836 au théâtre de l'Ambigu-Comique
- Pauvre Mère, drame en cinq actes, dont la première eut lieu le 11 novembre 1837 au théâtre de la Gaîté
- Essai historique sur la république de San-Marino (1827)
- Physiologie du théâtre (1840)
- Théâtre de Beaumarchais (1842)